# Gagnac-sur-Garonne
Gagnac-sur-Garonne est une commune française située dans le sud-ouest de la France, dans le nord du département de la Haute-Garonne, en région Occitanie. Sur le plan historique et culturel, la commune est dans le Pays toulousain, qui s’étend autour de Toulouse le long de la vallée de la Garonne, bordé à l’ouest par les coteaux du Savès, à l’est par ceux du Lauragais et au sud par ceux de la vallée de l’ Ariège et du Volvestre.
Exposée à un climat océanique altéré, elle est drainée par la Garonne, l'Aussonnelle et par deux autres cours d'eau. La commune possède un patrimoine naturel remarquable : un site Natura 2000 (« Garonne, Ariège, Hers, Salat, Pique et Neste »), deux espaces protégés (le « cours inférieur de la Garonne » et le « Ramier de Bigorre ») et trois zones naturelles d'intérêt écologique, faunistique et floristique.
Gagnac-sur-Garonne est une commune urbaine qui compte 3 223 habitants en 2022, après avoir connu une forte hausse de la population depuis 1975. Elle appartient à l'unité urbaine de Toulouse et fait partie de l'aire d'attraction de Toulouse. Ses habitants sont appelés les Gagnacais ou  Gagnacaises.

## Géographie

### Localisation
La commune de Gagnac-sur-Garonne se trouve dans le département de la Haute-Garonne, en région Occitanie.
Elle se situe à 12 km à vol d'oiseau de Toulouse, préfecture du département, et à 5 km de Castelginest, bureau centralisateur du canton de Castelginest dont dépend la commune depuis 2015 pour les élections départementales.
La commune fait en outre partie du bassin de vie de Toulouse.
Les communes les plus proches sont : 
Lespinasse (1,3 km), Seilh (1,8 km), Fenouillet (2,6 km), Saint-Alban (3,2 km), Beauzelle (3,7 km), Bruguières (4,0 km), Castelginest (4,7 km), Aussonne (4,8 km).
Sur le plan historique et culturel, Gagnac-sur-Garonne fait partie du pays toulousain, une ceinture de plaines fertiles entrecoupées de bosquets d'arbres, aux molles collines semées de fermes en briques roses, inéluctablement grignotée par l'urbanisme des banlieues.
Gagnac-sur-Garonne est limitrophe de cinq autres communes.
Les communes limitrophes sont Saint-Jory, Fenouillet, Lespinasse, Merville et Seilh.
La Garonne sépare les communes de Merville et de Seilh, en rive gauche.
|                     | Saint-Jory         |            |
| Merville La Garonne | Gagnac-sur-Garonne | Lespinasse |
| Seilh               | Fenouillet         |            |

### Géologie et relief
La superficie de la commune est de 434 hectares ; son altitude varie de 113  à   123 mètres.
La commune de Gagnac-sur-Garonne est établie sur la première terrasse de la Garonne en rive droite, dans la plaine toulousaine de la Garonne.

### Hydrographie

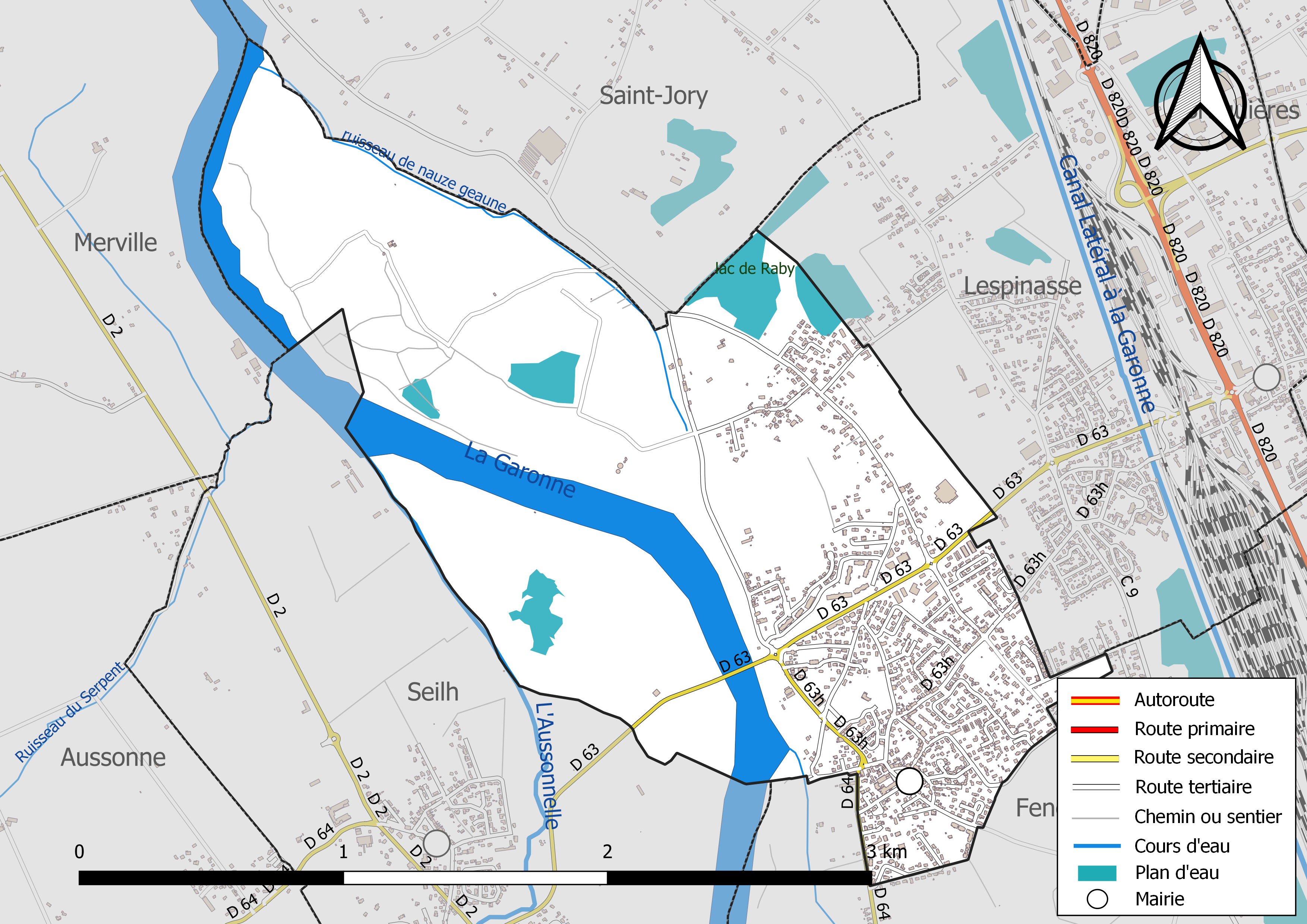
Réseaux hydrographique et routier de Gagnac-sur-Garonne.

La commune est dans le bassin de la Garonne, au sein du bassin hydrographique Adour-Garonne. Elle est drainée par la Garonne, l'Aussonnelle, le ruisseau de nauze geaune et par un petit cours d'eau, constituant un réseau hydrographique de 5 km de longueur totale,.
La Garonne est un fleuve principalement français prenant sa source en Espagne et qui coule sur 529 km avant de se jeter dans l’océan Atlantique.
L'Aussonnelle, d'une longueur totale de 42,4 km, prend sa source dans la commune de Saint-Thomas et s'écoule du sud-ouest vers le nord-est. Il traverse la commune et se jette dans la Garonne à Seilh, après avoir traversé 12 communes.

### Climat
Pour des articles plus généraux, voir Climat de l'Occitanie et Climat de la Haute-Garonne.
En 2010, le climat de la commune est de type climat du Bassin du Sud-Ouest, selon une étude s'appuyant sur une série de données couvrant la période 1971-2000. En 2020, Météo-France publie une typologie des climats de la France métropolitaine dans laquelle la commune est exposée à un climat océanique altéré et est dans la région climatique Aquitaine, Gascogne, caractérisée par une pluviométrie abondante au printemps, modérée en automne, un faible ensoleillement au printemps, un été chaud (19,5 °C), des vents faibles, des brouillards fréquents en automne et en hiver et des orages fréquents en été (15 à 20 jours).
Pour la période 1971-2000, la température annuelle moyenne est de 13,5 °C, avec une amplitude thermique annuelle de 15,9 °C. Le cumul annuel moyen de précipitations est de 702 mm, avec 9,9 jours de précipitations en janvier et 5,6 jours en juillet. Pour la période 1991-2020, la température moyenne annuelle observée sur la station météorologique la plus proche, située sur la commune de Blagnac à 7 km à vol d'oiseau, est de 14,2 °C et le cumul annuel moyen de précipitations est de 627,0 mm,. Pour l'avenir, les paramètres climatiques de la commune estimés pour 2050 selon différents scénarios d’émission de gaz à effet de serre sont consultables sur un site dédié publié par Météo-France en novembre 2022.

### Milieux naturels et biodiversité

#### Espaces protégés
La protection réglementaire est le mode d’intervention le plus fort pour préserver des espaces naturels remarquables et leur biodiversité associée,.
Deux espaces protégés sont présents sur la commune : 
- le « cours inférieur de la Garonne », objet d'un arrêté de protection de biotope, d'une superficie de 452,7 ha[19] ;
- le « Ramier de Bigorre », objet d'un arrêté de protection de biotope, d'une superficie de 119,5 ha[20].

#### Réseau Natura 2000

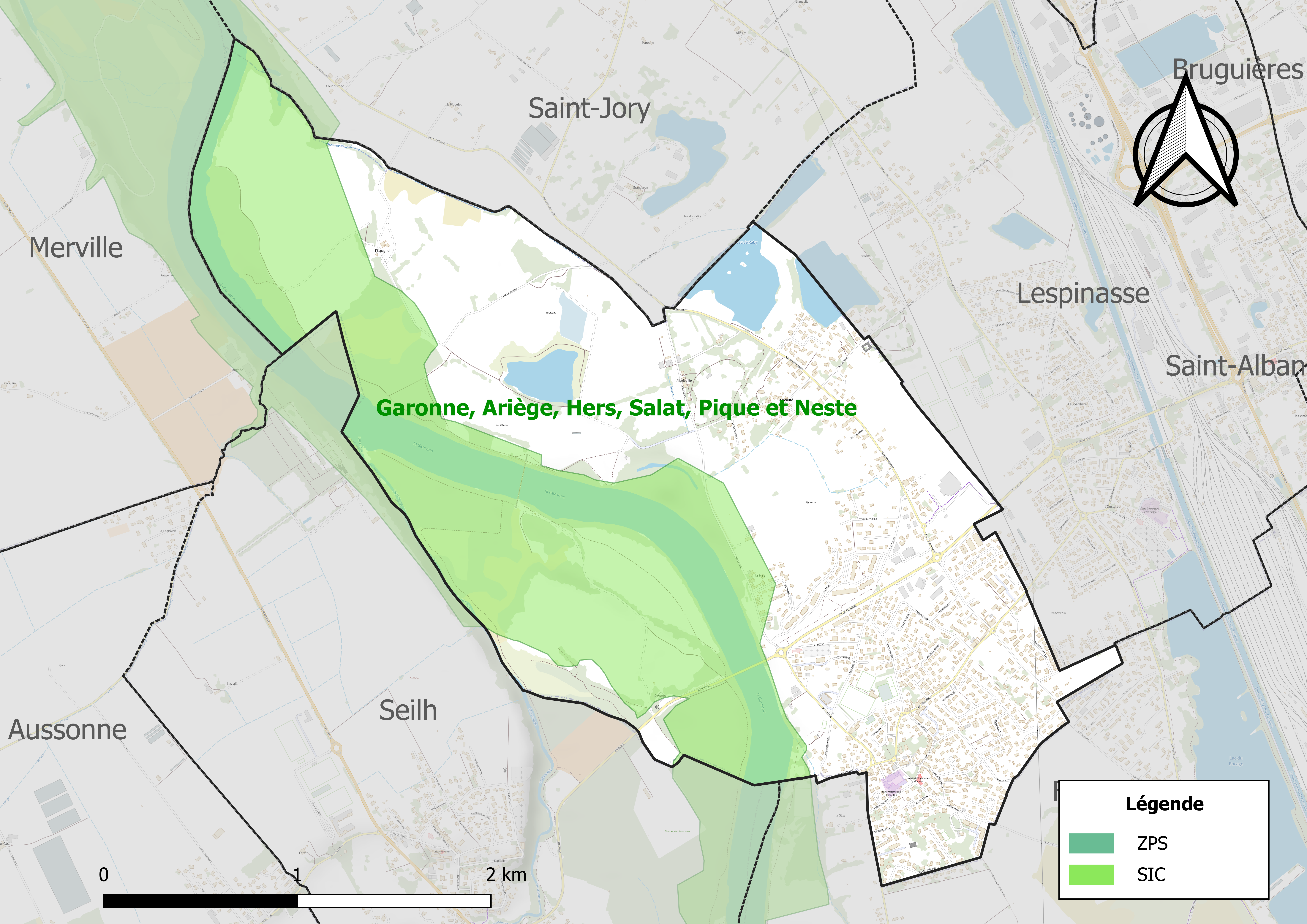
Site Natura 2000 sur le territoire communal.

Le réseau Natura 2000 est un réseau écologique européen de sites naturels d'intérêt écologique élaboré à partir des directives habitats et oiseaux, constitué de zones spéciales de conservation (ZSC) et de zones de protection spéciale (ZPS).
Un site Natura 2000 a été défini sur la commune au titre de la directive habitats : « Garonne, Ariège, Hers, Salat, Pique et Neste », d'une superficie de 9 581 ha, un réseau hydrographique pour les poissons migrateurs (zones de frayères actives et potentielles importantes pour le Saumon en particulier qui fait l'objet d'alevinages réguliers et dont des adultes atteignent déjà Foix sur l'Ariège.

#### Zones naturelles d'intérêt écologique, faunistique et floristique

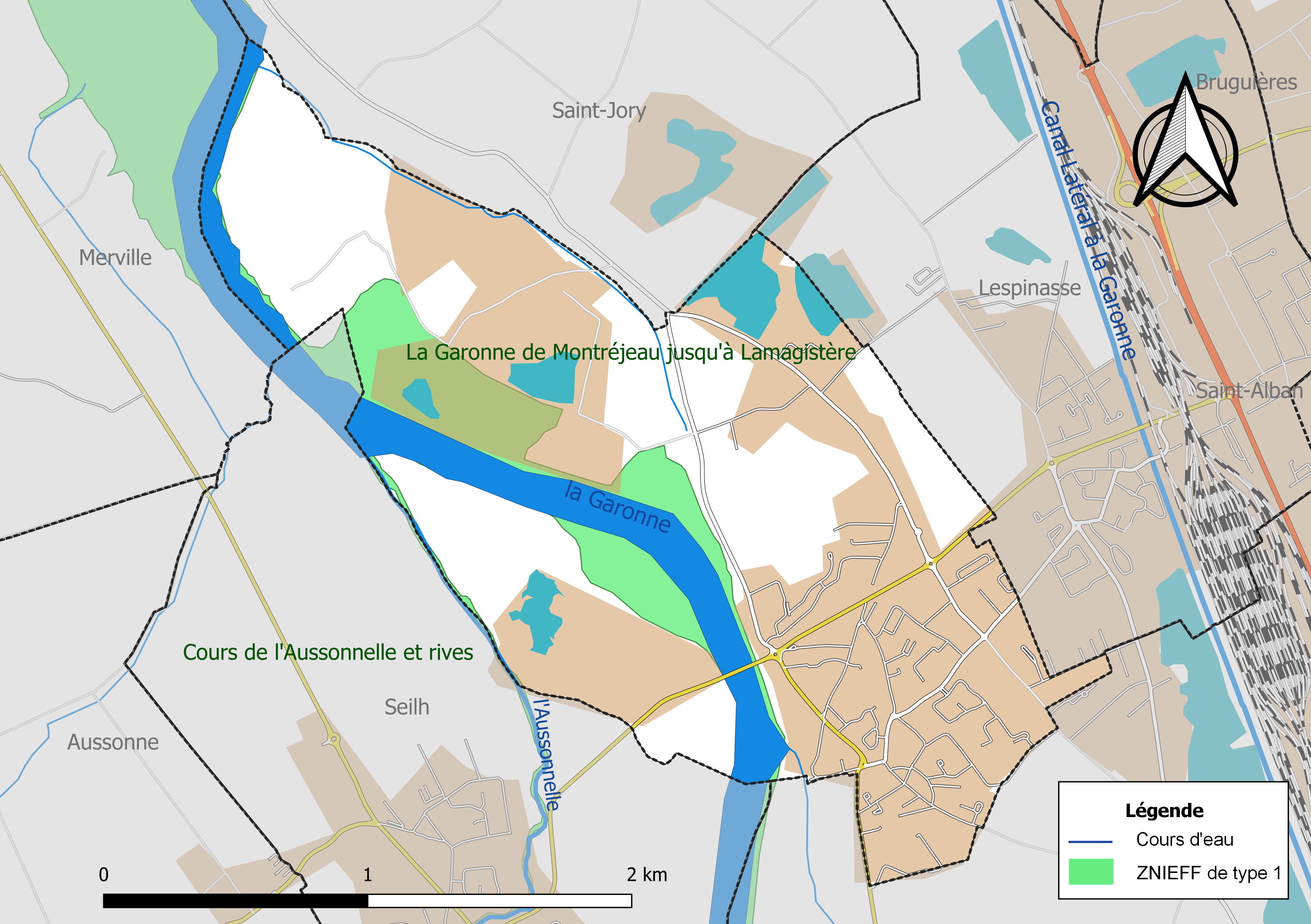
Carte des ZNIEFF de type 1 localisées sur la commune.

L’inventaire des zones naturelles d'intérêt écologique, faunistique et floristique (ZNIEFF) a pour objectif de réaliser une couverture des zones les plus intéressantes sur le plan écologique, essentiellement dans la perspective d’améliorer la connaissance du patrimoine naturel national et de fournir aux différents décideurs un outil d’aide à la prise en compte de l’environnement dans l’aménagement du territoire.
Deux ZNIEFF de type 1 sont recensées sur la commune :
le « cours de l'Aussonnelle et rives » (76 ha), couvrant 12 communes du département et 
« la Garonne de Montréjeau jusqu'à Lamagistère » (5 075 ha), couvrant 92 communes dont 63 dans la Haute-Garonne, trois en Lot-et-Garonne et 26 en Tarn-et-Garonne
et une ZNIEFF de type 2, : 
« la Garonne et milieux riverains, en aval de Montréjeau » (6 874 ha), couvrant 93 communes dont 64 dans la Haute-Garonne, trois en Lot-et-Garonne et 26 en Tarn-et-Garonne.

## Urbanisme

### Typologie
Au 1er janvier 2024, Gagnac-sur-Garonne est catégorisée ceinture urbaine, selon la nouvelle grille communale de densité à sept niveaux définie par l'Insee en 2022.
Elle appartient à l'unité urbaine de Toulouse, une agglomération inter-départementale regroupant 81  communes, dont elle est une commune de la banlieue,,. Par ailleurs la commune fait partie de l'aire d'attraction de Toulouse, dont elle est une commune de la couronne,. Cette aire, qui regroupe 527 communes, est catégorisée dans les aires de 700 000 habitants ou plus (hors Paris),.

### Occupation des sols

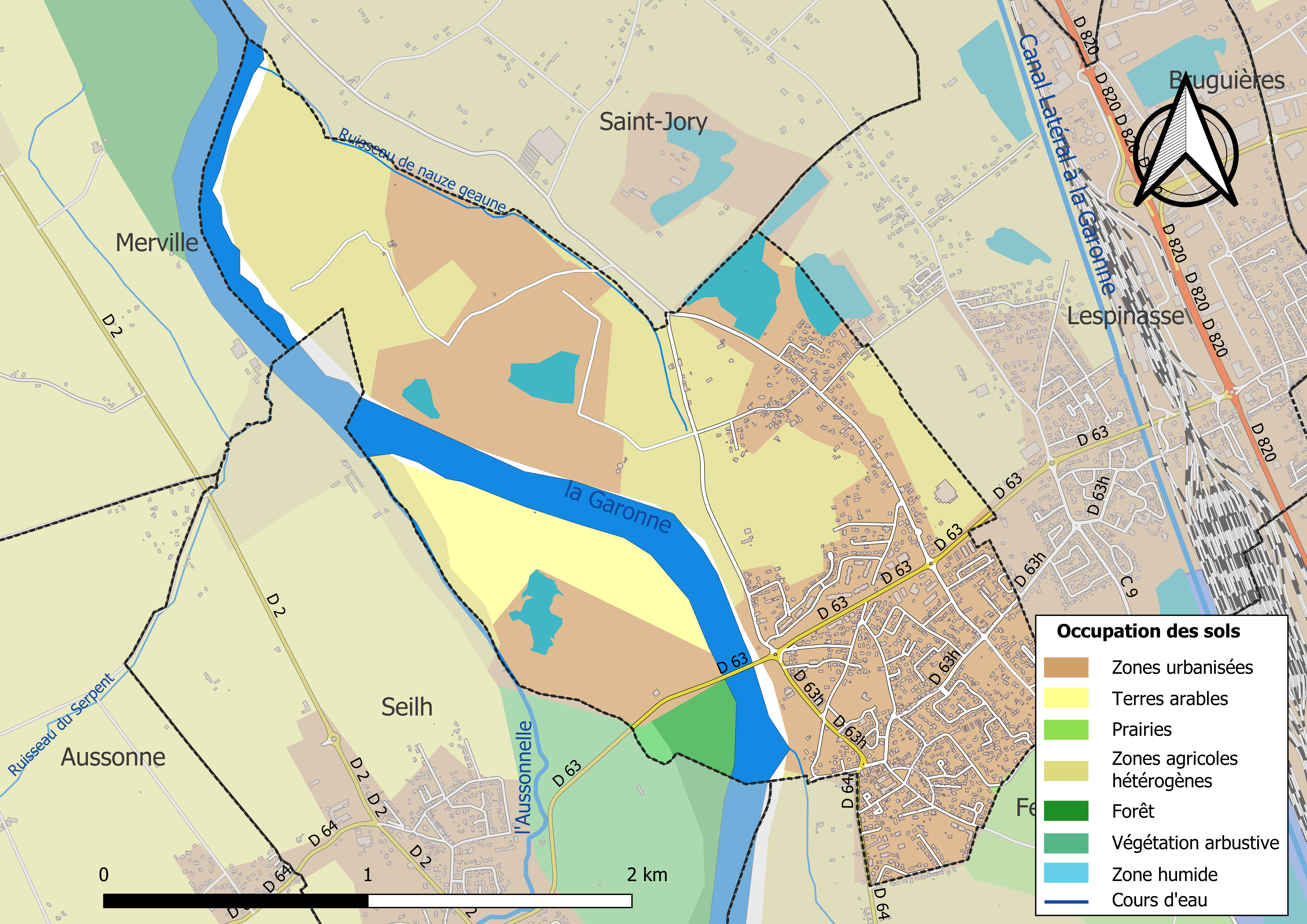
Carte des infrastructures et de l'occupation des sols de la commune en 2018 (CLC).

L'occupation des sols de la commune, telle qu'elle ressort de la base de données européenne d’occupation biophysique des sols Corine Land Cover (CLC), est marquée par l'importance des territoires agricoles (44,5 % en 2018), en diminution par rapport à 1990 (49,7 %). La répartition détaillée en 2018 est la suivante : 
zones agricoles hétérogènes (44,3 %), zones urbanisées (30,2 %), eaux continentales (13 %), mines, décharges et chantiers (10,3 %), forêts (1,8 %), milieux à végétation arbustive et/ou herbacée (0,3 %), prairies (0,2 %). L'évolution de l’occupation des sols de la commune et de ses infrastructures peut être observée sur les différentes représentations cartographiques du territoire : la carte de Cassini (XVIIIe siècle), la carte d'état-major (1820-1866) et les cartes ou photos aériennes de l'IGN pour la période actuelle (1950 à aujourd'hui).

### Logement
En 2014, le nombre de logements était de 1373, contre 1339 en 2009.
Parmi ces logements, 93,7 % étaient des résidences principales, 0,9 % des résidences secondaires et 5,4 % des logements vacants. Ces logements étaient pour 61 % d'entre eux des maisons et 39 % des appartements.
La proportion des résidences principales, propriétés de leurs occupants était de 59,9 %, en hausse par rapport à 2009 (53,5 %). La part des logements HLM loués vides était de 5,7 %.

### Voies de communication et transports
Gagnac a une gare située à environ 6 km du centre-ville, c'est la gare de Saint-Jory, sur la ligne de Bordeaux à Sète.
- La ligne 59 du réseau Tisséo relie le centre de la commune à la station La Vache du métro de Toulouse depuis Saint Jory et Lespinasse, en passant par Fenouillet et Aucamville.
- La ligne 130 relie la commune à la station Aéroconstellation du tramway de Toulouse, depuis le centre commercial de Fenouillet et Lespinasse.

Gagnac est traversé par la route départementale 63, qui permet grâce à un pont sur la Garonne de relier la commune voisine de Seilh à Lespinasse.
La ville est située à proximité de la  11 - Fenouillet de l'autoroute A62, qui permet de relier Toulouse à Bordeaux, et aussi de la voie lactée, qui permet de relier Seilh au périphérique de Toulouse en passant notamment par les usines Airbus de Blagnac.
Pour des transports à l'échelle internationale, l'aéroport de Toulouse-Blagnac est situé à 10 km du centre-ville.

### Risques naturels et technologiques
Gagnac est concerné par un risque important d’inondations : tout le territoire communal est concerné par un risque de crue de la Garonne. La commune est également concernée par un risque de rupture de barrage.
Il n'y a pas d'installations industrielles à risque sur le territoire communal. Il existe cependant une installation industrielle sur Gagnac, et aussi 3 usines classées seveso à moins de 5 km. Il y a aussi plusieurs anciens sites industriels sur le territoire communal.
Gagnac est également concerné par un risque important de mouvements de terrain, et par un risque très faible (1/5) de séismes.

## Politique et administration

### Administration municipale
Le nombre d'habitants au recensement de 2017 étant compris entre 2 500 habitants et 3 499 habitants, le nombre de membres du conseil municipal pour l'élection de 2020 est de vingt-trois,.

### Rattachements administratifs et électoraux
Gagnac-sur-Garonne appartient à l'arrondissement de Toulouse et au canton de Castelginest depuis le redécoupage cantonal de 2014. Avant cette date, elle était intégrée au canton de Toulouse-14.
Pour l’élection des députés, la commune fait partie de la cinquième circonscription de la Haute-Garonne, représentée depuis 2017 par Jean-François Portarrieu (LREM) et qui englobe le nord-est du département jusqu'à une petite partie nord de Toulouse.

### Intercommunalité
La commune appartient à Toulouse Métropole, qui regroupe une grande partie de l’agglomération toulousaine.

### Liste des maires
| Période                                  | Période   | Identité          | Étiquette | Qualité                            |
| ---------------------------------------- | --------- | ----------------- | --------- | ---------------------------------- |
| Les données manquantes sont à compléter. |           |                   |           |                                    |
| 1935                                     | 1945      | Jean de Cruzel    |           |                                    |
| Les données manquantes sont à compléter. |           |                   |           |                                    |
| mars 1971                                | mars 1989 | Jacques de Cruzel | RPR       | Directeur de chambre d'agriculture |
| mars 1989                                | mars 2008 | Pierre Pujol      | DVD       |                                    |
| mars 2008                                | En cours  | Michel Simon      |           | Cadre retraité                     |

### Tendances politiques et résultats
Gagnac-sur-Garonne est une commune avec plutôt une sensibilité de gauche, même si les résultats sont plutôt homogènes en général.
Lors des élections législatives de 2022, au premier tour, c'est Jean-François Portarrieu (Ensemble) qui l'avait emporté avec 33,55 % des voix, suivi par Sylvie Espagnolle (NUPES) avec 24,93 % des voix. Au second tour, c'est encore Jean-François Portarrieu qui l'avait emporté, avec près de 15 points d'avance sur Sylvie Espagnolle.
Lors de l'élection présidentielle de 2017, au premier tour, c'est Emmanuel Macron qui l'avait emporté avec 19,98 % des voix, suivi de peu par Marine Le Pen avec 19,51 % des voix et par Jean-Luc-Mélenchon avec 16,89 % des voix. Au second tour, c'est Emmanuel Macron qui l'avait emporté de plus 10 points contre Marine Le Pen.
Lors des élections législatives de 2017, au premier tour, c'est Jean-François Portarrieu (La République En Marche) qui l'avait emporté avec 17,85 % des voix, suivi par Sandrine Floureusses (Parti Socialiste) avec 11,95 % des voix. Au second tour, c'est encore Jean-François Portarrieu qui l'avait emporté, avec plus de 20 points d'avance sur Julien Leonardelli (Front national).
Lors de l'élection présidentielle de 2012, au premier tour, c'est François Hollande qui l'avait emporté avec 29,19 % des voix, suivi par Nicolas Sarkozy avec 24 % des voix et par Marine Le Pen avec 20,02 % des voix. Au second tour, c'est François Hollande qui l'avait emporté avec 53,52 % contre Nicolas Sarkozy.

### Politique environnementale
La collecte et le traitement des déchets des ménages et des déchets assimilés ainsi que la protection et la mise en valeur de l'environnement se font dans le cadre de la communauté urbaine de Toulouse Métropole.
La déchèterie est située sur la commune de Saint-Alban.
La Cabane récup' lieu de collecte de bouchons en plastique, cartouches d'encre, ampoules.. dans le but de financer des associations humanitaires.

## Population et société

### Démographie
L'évolution du nombre d'habitants est connue à travers les recensements de la population effectués dans la commune depuis 1793. Pour les communes de moins de 10 000 habitants, une enquête de recensement portant sur toute la population est réalisée tous les cinq ans, les populations de référence des années intermédiaires étant quant à elles estimées par interpolation ou extrapolation. Pour la commune, le premier recensement exhaustif entrant dans le cadre du nouveau dispositif a été réalisé en 2006.

En 2022, la commune comptait 3 223 habitants, en évolution de +7,94 % par rapport à 2016 (Haute-Garonne : +8,02 %, France hors Mayotte : +2,11 %).
| 1793 | 1800 | 1806 | 1821 | 1831 | 1836 | 1841 | 1846 | 1851 |
| ---- | ---- | ---- | ---- | ---- | ---- | ---- | ---- | ---- |
| 370  | 387  | 412  | 458  | 465  | 430  | 456  | 472  | 453  |

| 1856 | 1861 | 1866 | 1872 | 1876 | 1881 | 1886 | 1891 | 1896 |
| ---- | ---- | ---- | ---- | ---- | ---- | ---- | ---- | ---- |
| 471  | 464  | 463  | 485  | 504  | 510  | 473  | 433  | 438  |

| 1901 | 1906 | 1911 | 1921 | 1926 | 1931 | 1936 | 1946 | 1954 |
| ---- | ---- | ---- | ---- | ---- | ---- | ---- | ---- | ---- |
| 438  | 416  | 349  | 356  | 354  | 396  | 390  | 405  | 439  |

| 1962 | 1968 | 1975 | 1982  | 1990  | 1999  | 2006  | 2011  | 2016  |
| ---- | ---- | ---- | ----- | ----- | ----- | ----- | ----- | ----- |
| 463  | 557  | 813  | 1 015 | 1 324 | 1 635 | 2 540 | 2 968 | 2 986 |

| 2021  | 2022  | - | - | - | - | - | - | - |
| ----- | ----- | - | - | - | - | - | - | - |
| 3 192 | 3 223 | - | - | - | - | - | - | - |

| selon la population municipale des années : | 1968 | 1975 | 1982 | 1990 | 1999 | 2006 | 2009 | 2013 |
| Rang de la commune dans le département      | 119  | 108  | 103  | 100  | 96   | 75   | 67   | 69   |
| Nombre de communes du département           | 592  | 582  | 586  | 588  | 588  | 588  | 589  | 589  |

### Enseignement
Gagnac-sur-Garonne fait partie de l'académie de Toulouse.
L'éducation est assurée sur la commune par une crèche (Grain de Sable), une école maternelle et une école élémentaire.
Gagnac est également situé à proximité du collège François Mitterrand de Fenouillet.
Les lycées les plus proches sont les lycées :
- Le lycée général privé de L'annonciation de Seilh, situé à 4,5 km,
- Le lycée polyvalent public Saint-Exupéry de Blagnac, situé à 7,5 km,
- Le lycée privé Le Ferradou de Blagnac, situé à 8 km.

### Manifestation culturelles et festivités
- 12 heures de Gagnac (pétanque) : éditions 1997 à 2003 sous la présidence du membre fondateur Michel Contaut, et repris après le départ de celui-ci par le président Jean-Claude Bonhoure et son Bureau en 2005, puis par la nouvelle présidente Colette Bonnemazou en 2006, avec succès, et une augmentation des équipes. De 64 équipes, ce concours régional est passé à 80 équipes.
- Vide-greniers : sur la place et dans le village. Tous les lundis de Pâques.
- Diverses animations par le comité des fêtes (carnaval, Noël...)[50].

### Santé
Gagnac compte un médecin généraliste, situé en centre-ville. Il y a également un pharmacien en centre-ville.
Les principaux centres hospitaliers à proximité sont situés sur Toulouse : ce sont les hôpitaux Purpan, Joseph Ducuing et La Grave.

### Sports
Gagnac compte un club de football, le ASC Gagnac Football.
Gagnac compte un club de tennis, le Tennis Club de Gagnac

### Médias
Gagnac est couverte par le journal local La Dépêche Du Midi et par France 3 Occitanie et son édition locale Toulouse Métropole.

### Cultes
La commune compte une église catholique, l'église Notre-Dame-de-L'Assomption, située à l'entrée du village en venant du pont traversant la Garonne.

## Économie

### Revenus
En 2018  (données Insee publiées en septembre 2021), la commune compte 1 374 ménages fiscaux, regroupant 3 088 personnes. La médiane du revenu disponible par unité de consommation est de 24 750 € (23 140 € dans le département). 62 % des ménages fiscaux sont imposés (55,3 % dans le département).

### Emploi
|                | 2008  | 2013  | 2018  |
| -------------- | ----- | ----- | ----- |
| Commune        | 6,3 % | 6,9 % | 8 %   |
| Département    | 7,7 % | 9,6 % | 9,3 % |
| France entière | 8,3 % | 10 %  | 10 %  |

En 2018, la population âgée de 15 à 64 ans s'élève à 2 129 personnes, parmi lesquelles on compte 82,5 % d'actifs (74,6 % ayant un emploi et 8 % de chômeurs) et 17,5 % d'inactifs,. Depuis 2008, le taux de chômage communal (au sens du recensement) des 15-64 ans est inférieur à celui de la France et du département.
La commune fait partie de la couronne de l'aire d'attraction de Toulouse, du fait qu'au moins 15 % des actifs travaillent dans le pôle,. Elle compte 444 emplois en 2018, contre 407 en 2013 et 341 en 2008. Le nombre d'actifs ayant un emploi résidant dans la commune est de 1 602, soit un indicateur de concentration d'emploi de 27,7 % et un taux d'activité parmi les 15 ans ou plus de 71 %.
Sur ces 1 602 actifs de 15 ans ou plus ayant un emploi, 191 travaillent dans la commune, soit 12 % des habitants. Pour se rendre au travail, 89,4 % des habitants utilisent un véhicule personnel ou de fonction à quatre roues, 3,5 % les transports en commun, 4,5 % s'y rendent en deux-roues, à vélo ou à pied et 2,5 % n'ont pas besoin de transport (travail au domicile).

### Activités hors agriculture

#### Secteurs d'activités
198 établissements sont implantés  à Gagnac-sur-Garonne au 31 décembre 2019. Le tableau ci-dessous en détaille le nombre par secteur d'activité et compare les ratios avec ceux du département,.
| Secteur d'activité                                                                                        | Commune | Commune | Département |
| Secteur d'activité                                                                                        | Nombre  | %       | %           |
| --- | ------- | ------- | ----------- |
| Ensemble                                                                                                  | 198     | 100 %   | (100 %)     |
| Industrie manufacturière, industries extractives et autres                                                | 9       | 4,5 %   | (5,7 %)     |
| Construction                                                                                              | 30      | 15,2 %  | (12 %)      |
| Commerce de gros et de détail, transports, hébergement et restauration                                    | 49      | 24,7 %  | (25,9 %)    |
| Information et communication                                                                              | 6       | 3 %     | (4,1 %)     |
| Activités financières et d'assurance                                                                      | 3       | 1,5 %   | (3,8 %)     |
| Activités immobilières                                                                                    | 12      | 6,1 %   | (4,2 %)     |
| Activités spécialisées, scientifiques et techniques et activités de services administratifs et de soutien | 39      | 19,7 %  | (19,8 %)    |
| Administration publique, enseignement, santé humaine et action sociale                                    | 30      | 15,2 %  | (16,6 %)    |
| Autres activités de services                                                                              | 20      | 10,1 %  | (7,9 %)     |

Le secteur du commerce de gros et de détail, des transports, de l'hébergement et de la restauration est prépondérant sur la commune puisqu'il représente 24,7 % du nombre total d'établissements de la commune (49 sur les 198 entreprises implantées  à Gagnac-sur-Garonne), contre 25,9 % au niveau départemental.

#### Entreprises et commerces
Les cinq entreprises ayant leur siège social sur le territoire communal qui génèrent le plus de chiffre d'affaires en 2020 sont : 
- SARL Soula, fabrication de charpentes et d'autres menuiseries (535 k€)
- Hubelec, travaux d'installation électrique dans tous locaux (500 k€)
- SARL Asset, transports de voyageurs par taxis (21 k€)
- O2C Bâtiment Conseil, ingénierie, études techniques (17 k€)
- L-Event-Sport, activités des sociétés holding (0 k€)

### Agriculture
|               | 1988 | 2000 | 2010 | 2020 |
| ------------- | ---- | ---- | ---- | ---- |
| Exploitations | 22   | 11   | 6    | 2    |
| SAU (ha)      | 210  | 126  | 69   | 5    |

La commune est dans « les Vallées », une petite région agricole consacrée à la polyculture sur les plaines et terrasses alluviales qui s’étendent de part et d’autre des sillons marqués par la Garonne et l’Ariège. En 2020, l'orientation technico-économique de l'agriculture  sur la commune est la culture de légumes ou champignons. Deux exploitations agricoles ayant leur siège dans la commune sont dénombrées lors du recensement agricole de 2020 (22 en 1988). La superficie agricole utilisée est de 5 ha,,.

## Culture locale et patrimoine

### Lieux et monuments

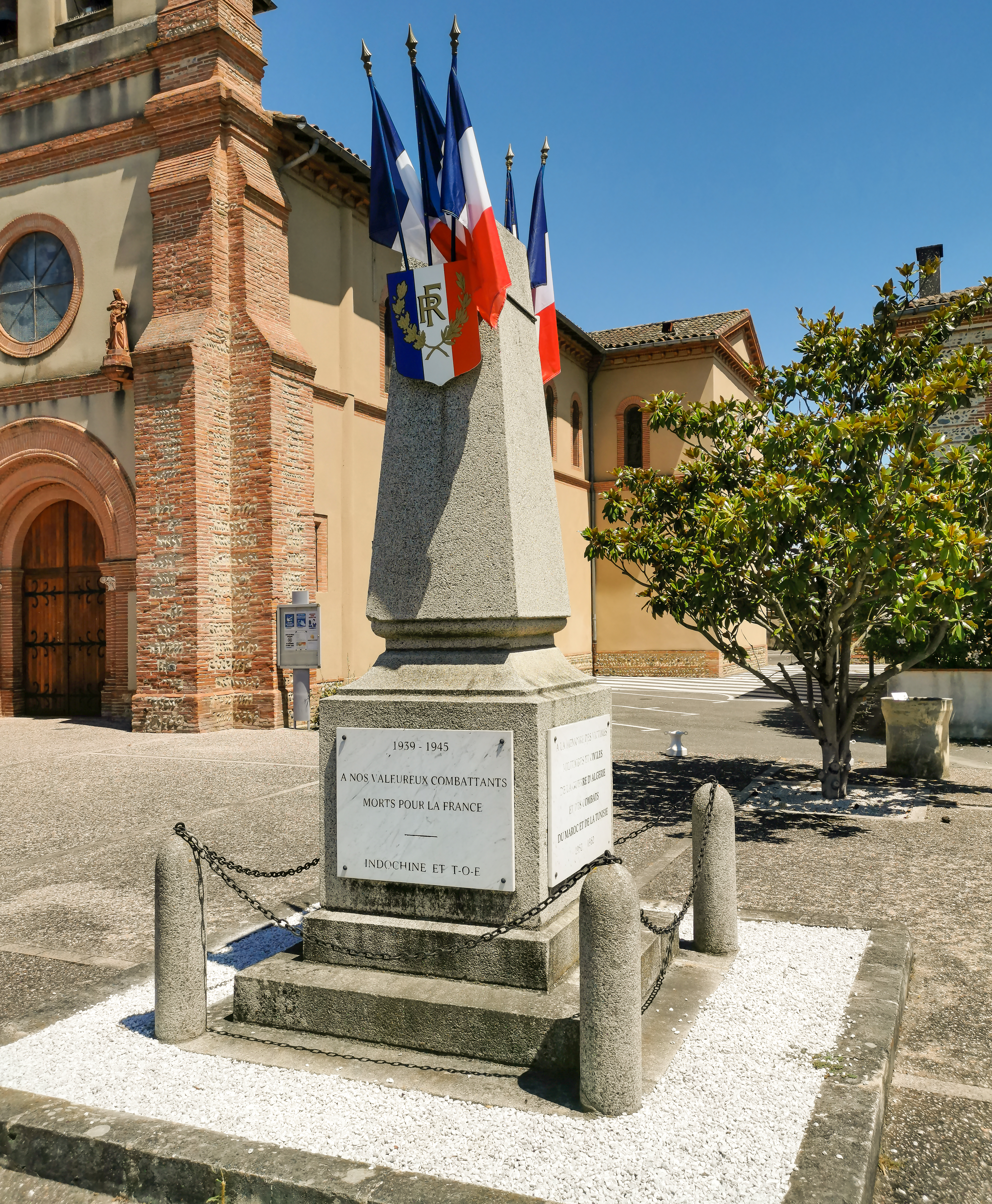
Le monument aux Morts
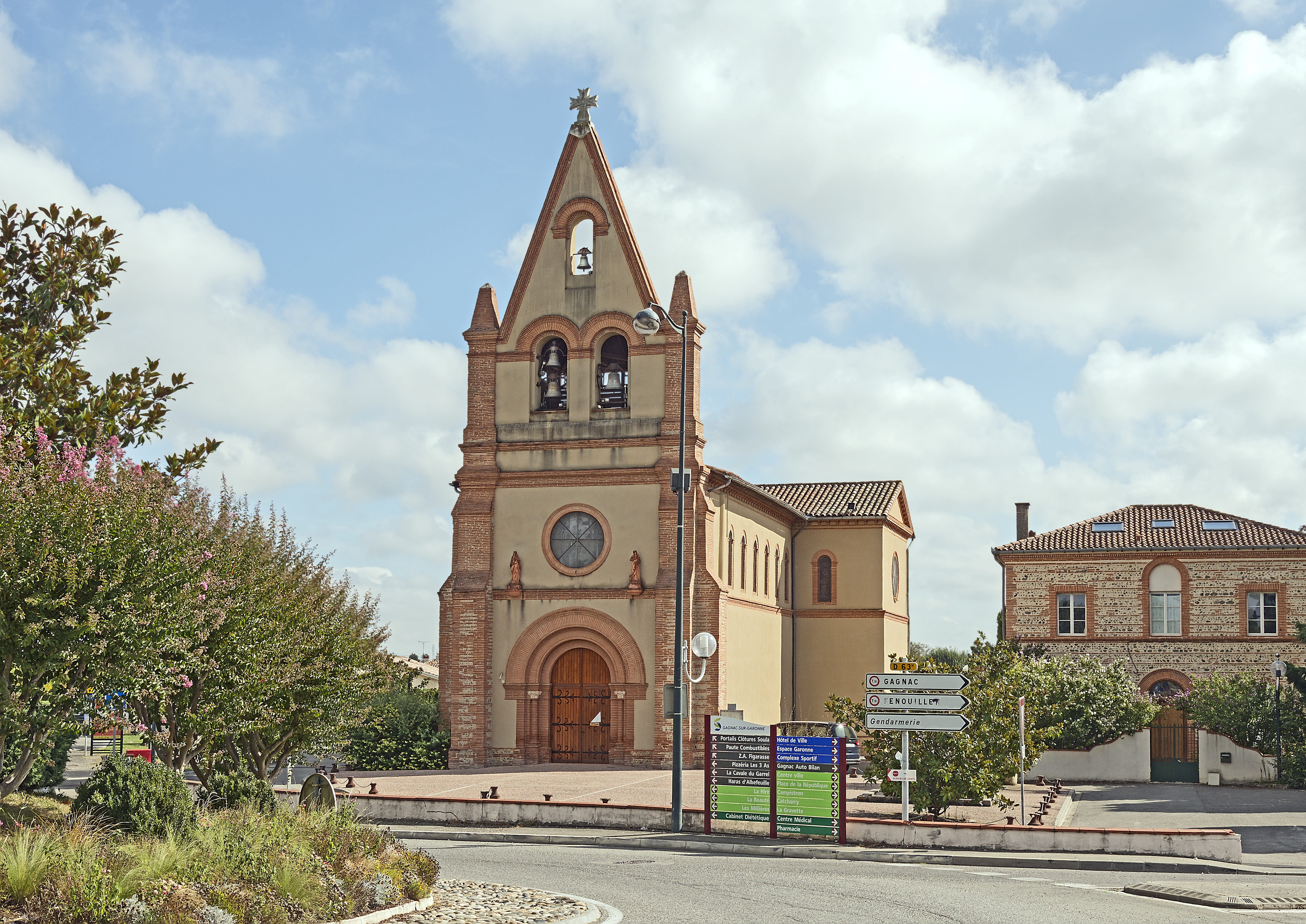
L'église
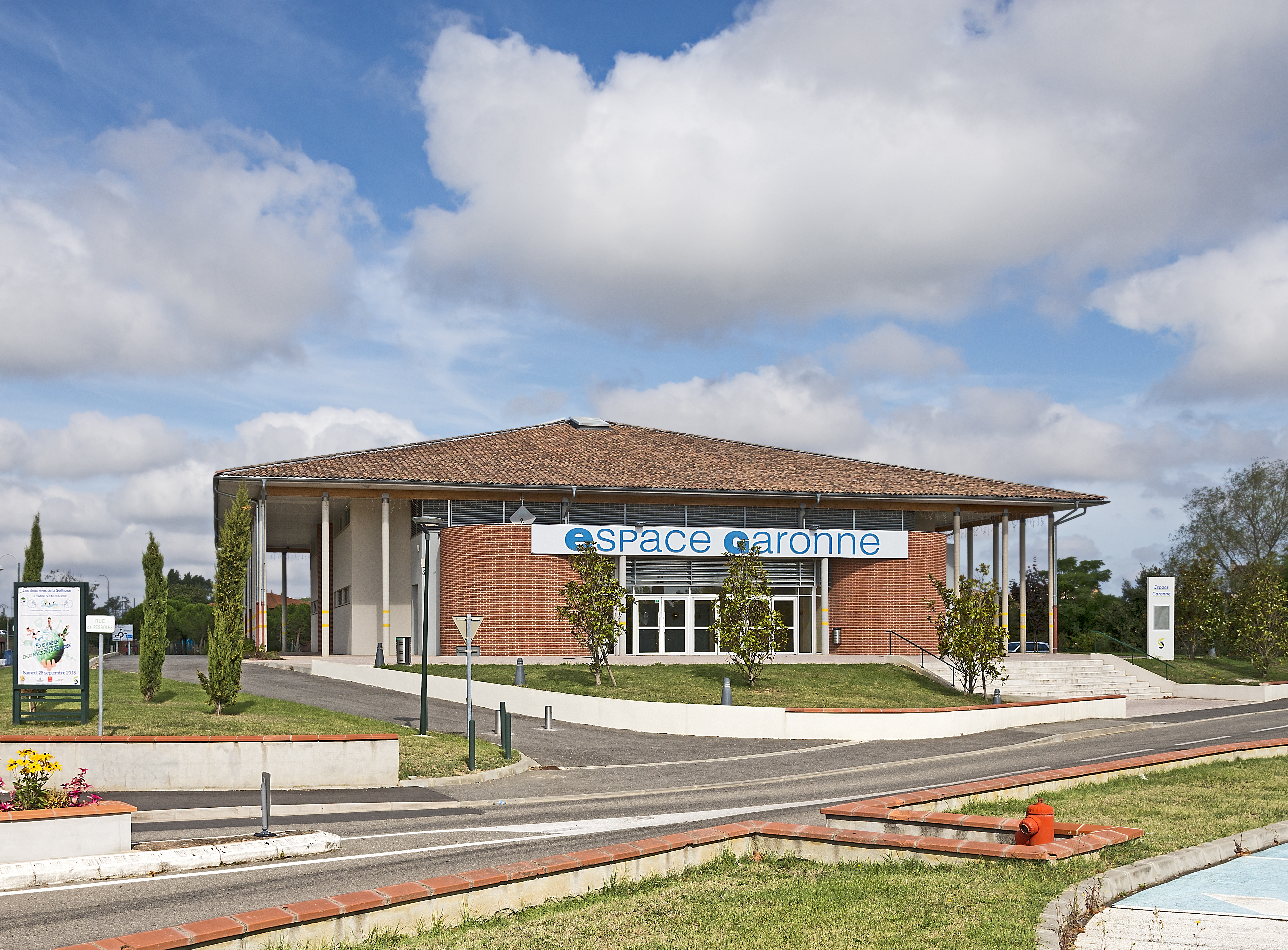
La salle des fêtes

- Le monument aux Morts.
- Église Notre-Dame de Gagnac, du XIXe siècle construite par Jacques-Jean Esquié, rénovée récemment.
- Le château de Gagnac et le château de Novital.
- Promenades le long de la Garonne, ou encore au bord du lac « le Raby ».
- Passerelle piétonne sur la Garonne (pour promenades).

### Personnalités liées à la commune
- Alexandre Montariol

### Héraldique
| Gagnac-sur-Garonne | Son blasonnement est : D'argent au coq de gueules, crêté, barbé et membré d'azur. |

## Pour approfondir